# Borys Savchuk
Borys Savchuk (en russe : Борис Савчук ; né le 19 août 1943 à Aleksandrovo et mort en 1996) est un athlète soviétique, devenu ukrainien après la scission, spécialiste du sprint.

## Biographie

### Palmarès
| Date | Compétition                    | Lieu      | Résultat | Épreuve     | Performance  |
| ---- | ------------------------------ | --------- | -------- | ----------- | ------------ |
| 1964 | Jeux olympiques d'été          | Tokyo     | 5e       | 4 × 100 m   | 39 s 4       |
| 1965 | Coupe d'Europe des nations     | Stuttgart | 1er      | 4 × 100 m   | 39 s 4       |
| 1967 | Jeux européens en salle        | Prague    | 1er      | 4 × 2 tours | 2 min 18 s 0 |
| 1969 | Championnats d'Europe          | Athènes   | 7e       | 400 m       | 46 s 3       |
| 1969 | Championnats d'Europe          | Athènes   | 2e       | 4 × 400 m   | 3 min 03 s 0 |
| 1970 | Championnats d'Europe en salle | Vienne    | 1er      | 4 × 400 m   | 3 min 05 s 9 |
| 1970 | Universiade d'été              | Turin     | 2e       | 4 × 400 m   | 3 min 04 s 2 |
| 1970 | Coupe d'Europe des nations     | Budapest  | 3e       | 400 m       | 46 s 7       |
| 1970 | Coupe d'Europe des nations     | Budapest  | 2e       | 4 × 400 m   | 3 min 06 s 3 |
| 1971 | Championnats d'Europe en salle | Sofia     | 2e       | 400 m       | 47 s 4       |
| 1971 | Championnats d'Europe en salle | Sofia     | 2e       | 4 × 400 m   | 3 min 11 s 9 |

### Records
| Épreuve    | Performance | Lieu | Date            |
| ---------- | ----------- | ---- | --------------- |
| 100 mètres | 10 s 3      | Kiev | 25 juillet 1965 |